# بازارچه مهدی موش
بازارچه مهدی موش یا گذر مهدی موش، نام گذر یا بازارچه‌ای قدیمی واقع در بافت قدیم طهران بود که در حوالی میدان شاهپور واقع شده بود. این گذر یا بازارچه که در انتهای خیابان شاهپور (وحدت اسلامی کنونی) قرار داشت، بعدها و در عصر پهلوی به خیابان «مهدیخانی» تبدیل شد و پس از انقلاب به خیابان «فروزش» تغییر نام یافت.
نام این گذر یا بازارچه به خاطر فردی به نام مهدی موش، که از مستخدمین و خدمتگزاران دربار ناصرالدین شاه قاجار بوده و ظاهراً در این حوالی سکونت داشته، بدین نام خوانده شده‌است.
محله اطراف این گذر یا بازارچه، به نام محله بازار مهدی موش خوانده می‌شده و زادگاه برخی از مشاهیر ایران، همچون دکتر علی‌اکبر سیاسی بوده‌است.